# Ротари Интернешнл
«Rotary International» — международная неправительственная ассоциация, объединяющая ротари-клубы по всему миру. Ротари-клубы позиционируют себя как внерелигиозные и неполитические гуманитарно-благотворительные организации, открытые для всех стран, вне зависимости от национальной и расовой принадлежности, вероисповедания и политических взглядов. По данным «Rotary International», по всему миру существуют более 46 000 клубов с более чем 1,4 миллионов членов
Главный девиз «Rotary International» — «Служение превыше себя» (англ. Service above self), вторым девизом является фраза «Больше всех получают те, кто служит лучше всех» (англ. They benefit most, who serve best).

## История
Первое в мире отделение клуба было основано в Чикаго 23 февраля 1905 года адвокатом Полом Харрисом и его тремя друзьями. Харрис хотел воссоздать тот дух дружбы и сотрудничества между деловыми людьми, который ощущался в небольшом городке, где он вырос. Название «Rotary» произошло от изначальной практики чередования (ротации) места проведения собраний в офисах членов клуба.
Пол Харрис родился 19 апреля 1868 года в Расине (штат Висконсин, США), воспитывался в местечке Вермон бабушкой и дедушкой. Там же, в Вермоне, он впервые задумывается над такими понятиями, как дружба и терпимость, которые лягут в основу ротарианского движения. В 1891 году Пол Харрис получает диплом адвоката. Затем пробует себя в различных областях: работает репортером в Сан-Франциско, преподавателем в колледже Лос-Анджелеса, клерком во Флориде, ковбоем. Затем нанимается на фирму строительных материалов, где отвечает за продажу продукции по стране и её экспорт в европейские страны. В 1896 году Харрис начал работать адвокатом в Чикаго.
Первый ротари-клуб — «Клуб Чикаго № 1» — открылся в здании Unity Building на Норт-Диборн-стрит, дом 127. На первом собрании присутствовали: инженер шахт Гюстав Лоэр, продавец угля Сильвестр Шилл (он же станет первым президентом клуба), портной Хирам Шори и Пол Харрис. Идея Пола Харриса заключалась в стремлении развивать дух дружбы и солидарности в мире бизнеса больших городов — к этой идее он пришел ещё в молодости, проживая в местечке Вермон. Вскоре в группу влились новые члены, которые стали попеременно собираться по месту работы того или иного ротарианца, откуда и возникла идея вращения и эмблема колеса (первоначально эмблема представляла собой колесо телеги).
В 1929 году во время Далласской Конвенции был принят символ зубчатого колеса, состоящего из 24 зубцов.
В 1908 году в Сан-Франциско был создан второй клуб, затем открылись клубы в Окленде, Сиэтле, Вашингтоне, Лос-Анджелесе и Нью-Йорке.
В 1910 году во время первой конвенции, прошедшей с участием 16 клубов, Пол Харрис был избран президентом. Девиз девиз «Service above self» был принят законодательным советом в 1989 году.
Пол Харрис умер 27 января 1947 года в Чикаго.
Первые ротари-клубы в России были созданы в Иркутске (при содействии клуба Юджина), Москве (ротари-клуб «Москва») и Санкт-Петербурге в 1990 году при поддержке Михаила Горбачёва. В настоящее время в стране насчитывается более 90 клубов.

## Заседание ротари-клуба
Обычно члены клуба проводят собрания один раз в неделю — за завтраком, обедом или ужином в ресторанах, кафе или офисах, на этих собраниях они занимаются обсуждением и организацией совместных гуманитарных проектов. На собрания часто приглашаются гости, куда они приходят с интересными выступлениями.

## Членство в ротари-клубе
Члены клуба называются ротарианцами. Согласно документам организации, её основной целью является объединение профессионалов и бизнесменов для осуществления гуманитарных проектов, развития высоких этических стандартов в профессиональной сфере и помощи в установлении мира и доброй воли на всей планете.
Правила определяют порядок приема новых членов ротари-клуба. Ротарианец, рекомендующий кандидата, играет ключевую роль в процессе роста членства и развития движения. Помимо внесения кандидатуры в члены секретарю ротари-клуба или подкомитету по членству в клубе рекомендующий должен:
1. перед представлением человека в качестве кандидата пригласить его на два-три заседания клуба;
2. сопроводить кандидата на одно-два ознакомительных заседания;
3. каждую неделю в течение месяца представлять нового ротарианца остальным членам клуба;
4. приглашать нового ротарианца посетить вместе с Рекомендующим первое заседание ближайших ротари-клубов в счет «восполнения» пропуска заседаний своего клуба и тем самым понаблюдать за организацией работы и ощутить дух дружбы и товарищества;
5. приглашать нового ротарианца с его женой или мужем посетить вместе с Рекомендующим общественные мероприятия ротари-клуба, официальные завтраки и обеды, а также другие мероприятия;
6. содействовать тому, чтобы новый ротарианец и его супруг или супруга, совместно с Рекомендующим, приняли участие в окружной конференции движения;
7. постараться стать новому ротарианцу настоящим другом и советником и тем самым обеспечить активное участие нового ротарианца в жизни движения.

## Структура и управление ротари-клуба
Управление клубом по Конституции «Rotary International» осуществляют президент и совет клуба, работающие по принципу ротации, что означает их ежегодную смену. Президент и Совет клуба избираются сроком на один ротарианский год. Ротарианский год начинается и заканчивается 1 июля. Совместно с президентом избирается президент-преемник — человек, который заступит на президентский пост в следующем году.
Этим и определяется «ротация» — смена руководства — президента и совета, которые, согласно уставу, меняются каждый год.

## Программы
«Rotary International» реализует два основные типа программ: гуманитарные и образовательные. Среди них можно выделить: «Ротаракт», «Интеракт», «RYLA» и «Ротарианский школьный обмен».

## Ротарианский опросник
Тест из 4 вопросов — один из наиболее широко публикуемых и цитируемых этических стандартов предпринимательской деятельности, который в первых трех пунктах цитирует «Три сита Сократа», данные Сократом своим ученикам для оценивания своих вопросов, прежде чем они будут приходить за советом. Автор дополненных «трех сит Сократа» — ротарианец Герберт Тейлор (Herbert J. Taylor), который в 1954—1955 годах был президентом «Rotary International». Тест из 4 вопросов был утвержден в 1943 году. Тест состоит из вопросов: «истина ли это?», «порядочно ли это для всех заинтересованных?», «Будет ли это способствовать взаимопониманию и установлению дружеских отношений?» и «Будет ли это полезно для всех заинтересованных?». Опросник используется в деловых и межличностных отношениях.

## Программы фонда
- «PolioPlus» — главная гуманитарная программа, реализуемая «Rotary International» и всем движением с 1985 года для искоренения полиомиелита во всем мире. Значительный вклад в реализацию программы — более 200 млн долларов вносит Фонд Билла и Мелинды Гейтс.

## Награды
Существует десять видов наград, присуждаемых по линии «Rotary International»:
- университетские стипендии: стипендии, присуждаемые студентам университетов за выдающиеся успехи, сроком 1 год для учёбы за рубежом. Стипендиату оплачивается дорога в оба конца, проживание и обучение;
- студенческие стипендии: для наиболее способных студентов вузов для учёбы за границей в течение года;
- награды профтехобразования: предоставляют возможность обучения молодых мастеров и ремесленников широкому кругу технических специальностей за срок от нескольких месяцев до года за границей. Они повышают квалификацию в школе, в мастерских, больницах, на заводах и пр.;
- награды для учителей: ежегодно присуждается 120 стипендий учителям, которые обучают в течение года умственно отсталых, педагогически запущенных детей, а также детей-инвалидов за рубежом;
- стипендии для преподавателей вузов: дают возможность преподавателям университетов в течение шести-десяти месяцев поработать за рубежом, преимущественно в развивающихся странах;
- стипендии по программе борьбы с голодом: присуждаются исследователям из развивающихся стран для получения учёной степени в области сельского хозяйства;
- межокружной обмен: предоставляет возможность обмена начинающими бизнесменами и специалистами сроком 1,5 месяца при квоте 5 человек из породнённых округов разных стран с познавательной целью. Обмен осуществляется с целью углубления международного взаимопонимания;
- спецдотации: для осуществления программ, финансируемых фондом и пропагандирующих цели «Rotary International»; особый акцент делается на молодёжных мероприятиях и оказании помощи людям из развивающихся стран;
- стипендии «три эйч»: фонды, выделяемые клубам и округам для осуществления гуманитарных мероприятий во всем мире;
- дотации для ротарианцев-добровольцев: финансовая поддержка на транспортные и другие расходы, связанные с безвозмездным предоставлением своих профессиональных услуг и опыта за рубежом в рамках гуманитарной помощи.

## Структура «Rotary International»

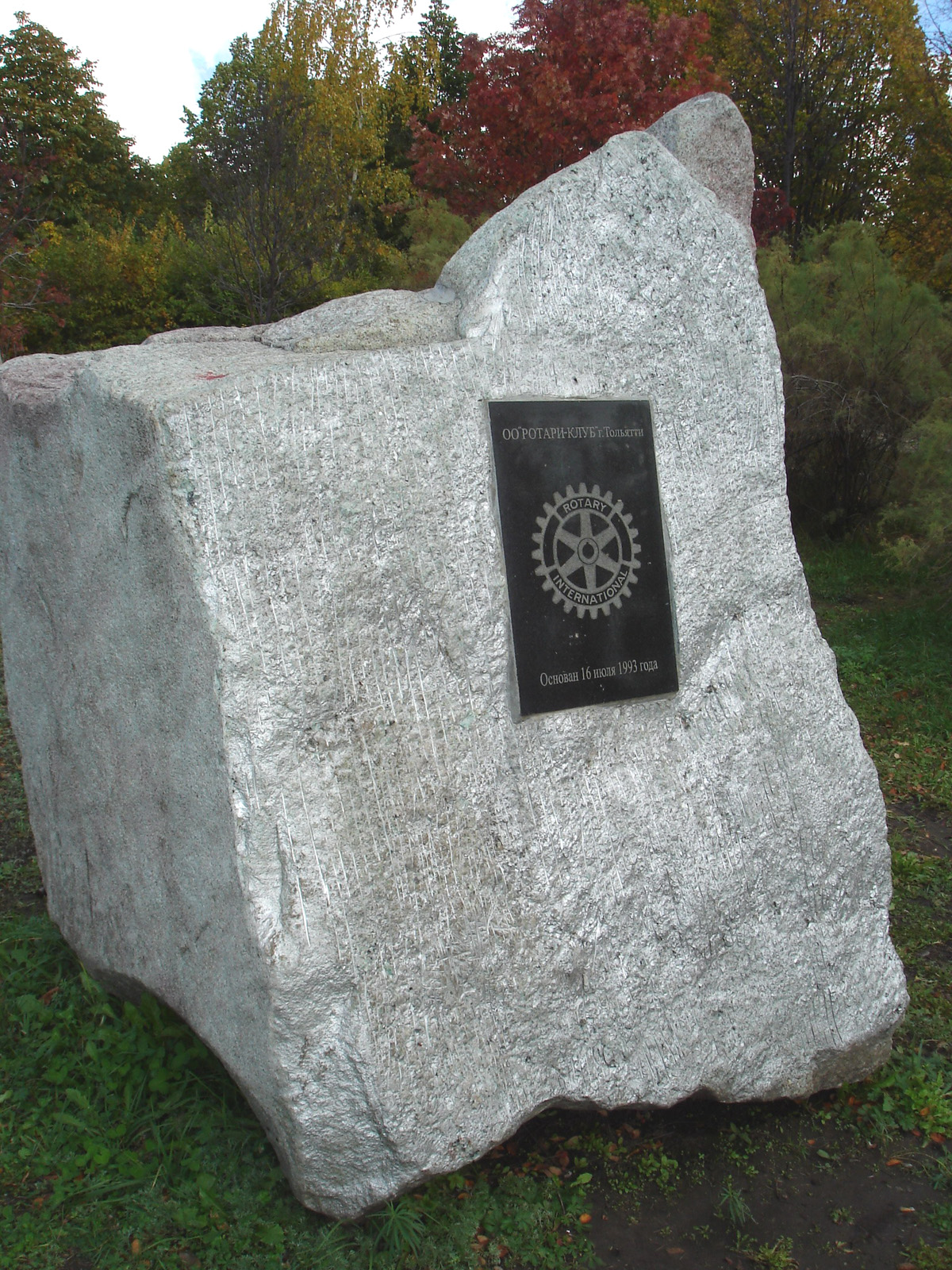
Памятник ротари-клубу в Тольятти

Административно все ротарианские клубы мира распределены на 531 округ. Предназначением округов является помощь организации в административном руководстве. Каждый округ может включать в себя до сотни ротари-клубов. Уполномоченным представителем организации в каждом округе является управляющий делами округа — его губернатор. Ежегодно округ предлагает кандидатуру нового губернатора, который официально выбирается на руководящую должность сроком на год. Избранный на следующий год губернатор округа должен пройти недельные обучающие курсы. Работа губернатора осуществляется полностью на общественных началах и не оплачивается. Губернатор большую часть года посвящает оказанию помощи клубам округа. Губернатор обязан посетить все клубы округа, спланировать интересную и полезную окружную конференцию, созвать окружную ассамблею для руководителей клубов и вести текущие административные дела. Как представителю организации, губернатору надлежит в течение года воплощать дух ротарианства в качестве доброжелательного куратора клубов. Зоны — крупные административные деления, которые объединяют ротарианские округа для удобства управления. Принцип зональности облегчает формирование отборочного комитета по выборам президента и директоров «Rotary International». На основе зональной принадлежности работает также ряд ротарианских институтов.
С 30 июня 2008 года в «Rotary International» принято новое административное деление, согласно которому все клубы и округа образуют по всему миру 34 зоны. В одну зону входит от 9 до 23 округов и в среднем около тысячи клубов.

## Критика
Ротарианское движение обвиняют в том, что оно является вербовочной площадкой для масонских организаций. В частности диакон Андрей Кураев относил членов ротари-клуба к масонам. Традиционно на подобные обвинения ротарианское движение отвечает аргументами, что ротарианские клубы не являются масонскими организациями, поскольку в отличие от последних являются: организациями с открытым членством для любого человека (масонские ложи являются в этом вопросе полностью закрытыми организациями); открытыми для членства женщин; свободными для посещения собраний любым заинтересованным лицом (собрания масонов являются закрытыми для нечленов лож).